# Третя битва за Газу
Третя битва за Газу (англ. Third Battle of Gaza) — наступальна операція сил Британської імперії в ході Синайсько-Палестинської кампанії на Близькосхідному театрі воєнних дій у Першій світовій війні. Після перших двох невдалих спроб опанувати Газу Єгипетські експедиційні сили 31 жовтня 1917 року атакували та захопили турецький гарнізон під Беер-Шевою. Бойові дії відбулися на початку загального наступу в Південній Палестині, і разом з атаками на Харейру та Шерію 6–7 листопада та триваючою битвою за Тель-ель-Хувейлфу, розпочатою генералом Едмундом Алленбі 1 листопада, вона врешті-решт призвела до прориву оборонних ліній Газа — Беер-Шева, яку захищала група армій «Йилдирим». Незважаючи на те, що османська армія утримувала цю лінію з березня 1917 року, вона була змушена відступити з Гази та Тель-ель-Хувейля у ніч з 6 на 7 листопада. Лише гарнізон у Шерії протримався більшу частину 7 листопада, перш ніж його також було вибито звідси.
Після британських поразок у Першій і Другій битвах за Газу в березні та квітні 1917 року генерал-лейтенант Філіп Четвуд, командуючий Східними силами Єгипетських експедиційних сил, і османські війська генерала Кресса фон Крессенштайна перейшли до позиційної оборони; в південній Палестині виникла патова ситуація. Укріплена оборона приблизно на рубежах, які утримувалися в кінці другого бою, була зміцнена, і обидві сторони почали регулярні набігі на відкритому східному фланзі. Наприкінці червня генерал Алленбі змінив генерала Арчибальда Мюррея на посаді командувача EEF, й швидко реорганізував підпорядковані війська. Приблизно в той же час 4-та османська армія також була реорганізована. Оскільки безвихідь продовжувалася в жахливих умовах протягом літа, почали прибувати підкріплення, щоб замінити велику кількість втрат, зазнаних Єгипетськими експедиційними силами під час попередніх боїв за Газу, а також прибуло кілька додаткових дивізій. Османські захисники також отримали посилення в цей час, обидві сторони проводили інтенсивні тренування, зміцнюючи лінію фронту та спостерігаючи за відкритим східним флангом. До середини жовтня, коли на Західному фронті тривала битва біля Пашендейла, прибуло останнє британське підкріплення, підготовка Алленбі до початку кампанії наближалася до завершення.
Ще до початку другої битви за Газу місто перетворилося на міцну сучасну фортецю з окопами, насічену переплетеннями дроту та гласисом на його південному та південно-східному краях. Низка польових укріплень, які взаємно підтримувалися артилерією, кулеметами та стрілецьким вогнем, простягалися від Гази на схід до Беер-Шеви. Починаючи з 27 жовтня, британські сили почали потужне та майже безперервне бомбардування Гази. Протягом цього часу XXI корпус Єгипетських експедиційних сил, який утримував ділянку лінії в Газі, був здебільшого пасивним до ночі з 1 на 2 листопада, коли була здійснена серія рішучих нічних нападів на позиції противника на підступах до Гази. Проте ці атаки були лише частково успішними через міцність гарнізону та його системи оборони. Бомбардування Гази посилилося 6 листопада, і в ніч з 6 на 7 листопада було проведено низку успішних атак і в ранці 7 листопада виявилося, що Газа була звільнена вночі. Лінія Газа — Беер-Шева згодом впала, і османські 7-ма та 8-ма армії були змушені відступити. 9 грудня 1917 року після кількох боїв під час переслідування Єгипетські експедиційні сили захопили Єрусалим.

## Історія

### Передумови
Після другої битви за Газу у квітні 1917 року Кресс фон Крессенштайн — німецький командувач османських сил, що відбили британський наступ — отримав у підсилення до свого угруповання 7-му та 54-му піхотні дивізії. Османські війська проводили інтенсивну підготовку підрозділів, нарощуючи фортифікаційну міць своєї лінії оборони, яка простягалася на 6,5 км від морського узбережжя західніше Гази до східних підступів до Беер-Шеви; здійснювалися заходи розвідки та контррозвідки. Одночасно проводилися організаційні заходи, спрямовані на підсилення спроможностей османських дивізій. Кожна четверта рота кожного піхотного батальйону була переформована на кулеметну роту, озброєну легкими кулеметами, що значно збільшило вогневу міць і зміцнило їхні наступальні та оборонні можливості. Відповідно до наказу фон Крессенштейна, який командував лінією оборони від Гази до Беер-Шеви, були сформовані штурмові загони, еквівалентні німецьким «штосструпен» (штурмовикам).
Група армій «Йилдирим» під командуванням німецького генерала Еріха фон Фалькенгайна відповідала за загальну оборону Палестини. На західному фланзі Османська 8-ма армія складалася з 3-ї та 53-ї дивізій XXII корпусу, що обороняли Газу, і 26-ї та 54-ї дивізій XX корпусу, що обороняли лінію оборони, що простягалася на схід від Гази, під командуванням фон Крессенштайна. За оборону Гази відповідав XXII корпус, який мав дві дивізії на передовій (53-ю і 3-ю із заходу на схід) і дві в резерві (7-му та 19-ту).
На момент підготовки до наступу Єгипетські експедиційні сили складалися з 200 000 осіб, включаючи арабських робітників, 46 000 коней, 20 000 верблюдів, понад 15 000 мулів і ослів, а також сотні артилерійських гармат. Бойова чисельність становила 100 189 чол.
- Пустельний спішений корпус генерал-лейтенанта Гаррі Шовела мав 745 офіцерів, 17 935 інших чинів у кінних дивізіях АНЗАК, Австралії та йоменів;
- XX корпус під командуванням генерал-лейтенанта Філіпа Четвуда мав 1435 офіцерів, 44 171 інший чин у 10-й, 53-й, 60-й та 74-й (Йоменський) дивізіях; і
- XXI корпус під командуванням генерал-лейтенанта Едварда Балфіна мав 1154 офіцери та 34 759 інших чинів у трьох піхотних дивізіях. До 30 жовтня у XXI корпусі було розгорнуто 35 000 штиків для наступу на Газу. Це були:
  - 52-га (Низинна) дивізія (ветеран Першої та Другої битв за Газу)
  - 54-та (Східно-Англійська) дивізія (ветеран Першої та Другої битв за Газу)
  - 75-та дивізія.

Зведені сили майже дивізії, що складалися з 25-ї індійської піхотної бригади, вест-індійського батальйону, французького загону у Палестині (фр. Détachement français de Palestine) та італійського загону в Палестині (італ. Distaccamento italiano di Palestina), розташувалися на схід від 75-ї дивізії.
- Імператорська кавалерійська бригада 1000 шабель
- Кавалерійський полк XXI корпусу, також відомий як Зведений полк.

Більшість піхоти генерала Едмунда Алленбі становили територіальні дивізії, мобілізовані на початку війни. Більшість з них раніше воювали з османською армією. Під час Галліполіської кампанії 52-га (низинна) дивізія воювала біля мису Геллес, 53-тя (валлійська) дивізія та 54-та (східно-англійська) дивізія воювали біля затоки Сувла, тоді як 60-та (лондонська) дивізія служила на Західному фронті та на Салоніцькому фронті. Нещодавно сформована 74-та дивізія (Йоменська) була створена з 18 недостатньо чисельних полків йоменів, усі з яких воювали в Галліполі. 10-та (ірландська) дивізія також воювала в затоці Сувла та в Салоніках. Усі три бригади кінної дивізії АНЗАК і дві легкі кінні бригади австралійської кінної дивізії також здобули бойовий досвід в боях на Галліполі.

### Битва
Коли війська Єгипетського експедиційного корпусу почали зосереджуватися в контексті підготовки до атак, вони потай вийшли зі своїх таборів, щоб ввести в оману німецьку та османську повітряну розвідку. Британське командування припускало, що противник вважатиме, що в районі Гази все ще є шість піхотних дивізій і одна в східному секторі в напрямку Беер-Шеви. Однак, були докази того, що керівництво групи армій «Йилдирим» була досить точно поінформована про маневри британців завдяки своїй агентурній розвідці.
Несподівана атака і втрата Беер-Шеви 31 жовтня приголомшила командувача та штаб групи армій «Йилдирим». Тут значні сили, включно з усіма наявними резервними частинами, були розгорнуті в районі Кувейлфе, щоб зупинити загрозливе просування по Хевронській дорозі до Єрусалиму приблизно за 80 км на північ. Залишок османської лінії, що тягнеться на захід до узбережжя Середземного моря, продовжував міцно утримуватися, особливо в Харейрі, Шаріаті та Газі, але втрата Беер-Шеви значно поліпшила позиції британських військ і змусила змінювати плани оборони османської армії. Три піхотні батальйони 8-ї армії були відправлені німецьким генералом Фрідріхом Крессом фон Крессенштайном для посилення османських військ, які воюють під Хувайфе, щоб захистити дорогу. Вони встановили нову оборонну лінію на північ від Беер-Шеви, і 19-та дивізія XXII корпусу, який захищав Газу, була направлена, щоб посилити нові оборонні позиції в Ебухофі. Однак справжньою метою просування Єгипетських експедиційних сил на північ від Беер-Шеви було відрізати османські війська, які постачалися дорогами та залізницею з Рамлеха на морській рівнині, від тих, що постачалися автомобільною дорогою з Єрусалиму на північ від Беер-Шеви. Такий прорив також дозволяв би піхотним частинам британців почати «згортати» османський фланг.
27 жовтня артилерія британського XXI корпусу почала бомбардування Гази, яке поступово ставало все інтенсивнішим, коли з 29 жовтня до обстрілів приєдналася корабельна артилерія ВМС Великої Британії та Франції. Стрільбу по османських позиція вели 356-мм гармати «Реглан», 230-мм гармати монітору M15 та M29, M31 і M32 з їхніми 150-мм гарматами, крейсер «Графтон» і есмінці «Стонч» і «Комет». Серед французьких кораблів, що обстрілювали з моря були броненосець «Реквін», есмінці «Арбалет», «Вольтижір», «Кутеле», «Факоне» і «Гаче». Також два річкові канонерські човни «Ледіберд» і «Ейфіс» і три гідролітаки-бомбардувальники підключилися до вогневої підготовки атаки. Сили флоту діяли майже до початку наступу на Газу.
Сухопутна артилерія важкої артилерії XXI корпусу Балфіна складалася з 68 середніх і важких гармат і гаубиць, які головні зусилля зосередили на придушенні османських артилерійських батарей. З 27 жовтня до переходу піхоти в наступ на Газу з важкої артилерії було випущено 15 000 снарядів. Під час контрбатарейної боротьби між 29 і 31 жовтня використовувалися також газові снаряди, які, очевидно, мали незначний ефект або взагалі не дали жодного ефекту. Вважається що це було найсильніше бомбардування Першої світової війни, за виключенням Європейського театру.
Чотири піхотні бригади Єгипетських експедиційних сил чисельністю 10 000 рушниць атакували чотири османські полки, що налічували 4 500 штиків, які були посилені двома дивізіями до понад 8 000. Обидві сторони зазнали великих втрат. Атака здійснювалися добре підготовленими британськими військами за підтримки потужного артилерійського вогню та шести танків Mark IV. Ці атаки проводилися за замислом, щоб утримати гарнізон Гази з 8000 бійців, підтриманих 116 гарматами, на місці після захоплення Беер-Шеви та під час підготовки до головних ударів британських сил на Харейру та Шерію.
Атаки XXI корпусу були зосереджені на ділянці піщаних пагорбів довжиною 4600 м, що тягнеться від пагорба Амбрелла приблизно в 1800 м на південний захід від Гази до Середземного моря. Їх було приурочено до ночі, оскільки османські кулемети на оборонних позиціях унеможливлювали атаку в денний час. 1 листопада штурм пагорба Амбрелла — піщаної дюни в 1800 м на південний захід від Гази на захід від дороги Рафа до Гази — мав розпочатися о 23:00. Однак о 22:50 османські солдати помітили попереднє приховане переміщення солдатів противника у Нічийній землі, підняли тривогу та відкрили вогонь з кулеметів і рушниць з окопів на пагорбі Амбрелла. О 23:00 почалося інтенсивне бомбардування британської артилерії, що дозволило майже вчасно розпочати атаку.
Першою фазою була атака 52-ю дивізією Амбрелла-Гілл. Другим етапом було захоплення на широкому фронті редуту Ель-Аріш до морського узбережжя. Третя фаза мала бути проведена силами двох неповних бригад проти позицій противника на південно-західній околиці Гази, тоді як четверта фаза здійснювалася з метою захоплення Ган-Гілла і Шейх-Хасана на 3200 м позаду лінії фронту в Шейх-Аджлін. 1 і 2 листопада османські 7-ма і 53-тя дивізії продовжували захищати більшу частину своєї лінії фронту, проводячи локальні успішні контратаки.
Другий етап наступу розпочався о 03:00 2 листопада, коли 156-та бригада 52-ї (Низинної) дивізії розпочала першу атаку на редут Ель-Аріш. Ця атака була спрямована на прорив лінії оборонних укріплень, який складалася з трьох груп окопних комплексів і редутів. Атаку на редут Ель-Аріш мали підтримувати шість наявних танків Палестинського танкового загону. Штурм 1/4-го батальйону королівських шотландців (156-та бригада) на редут Ель-Аріш здійснювався хвилями через османські траншеї, під час яких вибухнуло шість османських мін, що призвело до великих втрат піхоти. Османська артилерія, яка активізувалася в результаті першої атаки, зупинилася незадовго до початку другої атаки о 06:00 з інтенсивним десятихвилинним обстрілом. О 06:30 потужна османська контратака відкинула передову роту королівських шотландців у вихідне положення, спричинивши багато втрат.
Коли королівські шотландці увійшли до східної частини редуту Ель-Аріш під час другої фази атаки, західну частину все ще утримували османські захисники. Ці оборонні споруди стали цілями атак 161-ї та 163-ї бригад 54-ї (Східно-Англійської) дивізії за підтримки чотирьох танків на третьому етапі наступальної операції. Незважаючи на те, що британським підрозділам у складних умовах у цілому вдалося захопити третю лінію оборони османської армії, з частини цієї захопленої території довелося відступити, оскільки вона стала уразлива ворожому вогню. Британці посилено зміцнювали свої позиції вздовж другої лінії.
Вранці 2 листопада генерал Балфін ввів частини 54-ї та 52-ї дивізій, прориваючись на південно-західні околиці Гази. Він досяг усіх своїх цілей, за винятком кількох відтинків траншеї на різних напрямах. Завдяки тісній співпраці між наземними силами та флотським угрупованням та координації вогню, союзникам вдалося виконати завдання, які визначалися.
Після здобуття певних успіхів на третьому етапі наступу, сили Британської імперії перейшли до реалізації четвертої фази свого замислу щодо захоплення панівних позицій на напрямку Гази. Третя битва за місто споконвічно не мала за мету повне опанування Гази, а головним здобутком британського командування, з огляду на сили противника, що протистояли, вважалося захоплення вигідних рубежів та сковування сил противника й позбавлення його можливості маневру і спроби вибити британські сили з Беер-Шеви. Долаючи затятий спротив, під щільним артилерійським вогнем, їм вдалося, використовуючи нову піхотну тактику, танки та масований вогонь артилерії, організовані відповідно до стандартів Західного фронту, досягти значних результатів. Незважаючи на те, що не всі цілі були досягнуті, атака британців змусила два полки резерву 7-ї османської дивізії відійти від Харейри та Шерії, щоб зміцнити свою оборону між Газою та морем. Британці захопили в полон 28 офіцерів, 418 солдатів, 29 кулеметів і 7 окопних мінометів противника. Під час боїв піхота просунулася приблизно на 3,2 км на фронті завдовжки 4,6 км і встояла на своїх захоплених позиціях попри неодноразові контратаки Османської імперії, хоча спроба створити прогалину для Імператорської кавалерійської бригади не увінчалася успіхом. Оборонна система лінії фронту на південно-західній стороні Гази була захоплена, і піхота зайняла позицію, з якої могла загрожувати «Алі Мунтару та решті оборони перед містом». У цих боях XXI корпус зазнав 350 убитих, 350 зниклих безвісти і 2 тисячі поранених.
3 листопада, попри хамсин, британський батальйон атакував і захопив траншею Юніс о 04:30. Однак вони зазнали потужних контратак і були змушені відійти. Наступної ночі було проведено кілька сильних османських контратак на позиції 75-ї дивізії в Шейх-Аббасі на східній стороні Гази, які всі були зупинені вогнем з кулеметів і гвинтівок. Тим часом нещодавно завойована позиція біля Шейх Хасана на правому фланзі Османської імперії була зміцнена.
До 5 листопада 1917 року командувач XXII корпусу Османської імперії, відповідальний за оборону Гази, полковник Рефет Беле, продовжував підтримувати «цілісність фортеці Гази», незважаючи на те, що в артилерії гарнізону Гази лишилося тільки близько 300 снарядів. Фалькенгайн, командувач групи армій «Йилдирим», зрозумів, що османські війська більше не можуть утримувати зайняті позиції, і наказав 8-й і 7-й арміям відійти приблизно на 10 кілометрів. Перші ознаки відходу були помічені повітряною розвідкою Єгипетського експедиційного корпусу, яка повідомила, що османські госпіталі повертаються назад у бік Меджделя. Опівночі 6/7 листопада піхотні патрулі британського XXI корпусу виявили, що османські захисники Гази вийшли з міста.
Після початку успішної атаки 6 листопада на Харейру пізно вдень також було атаковано траншеї Шеріа. Ці атаки були посилювалися поновленими атаками в районі Тель-ель-Хувейлфе на східному кінці османської лінії фронту. Під час цих атак усі траншеї Кавука та частина системи Рушді, яка захищала редут Харейра, були захоплені, а османські захисники були змушені відступити до редуту Харейра. Пізно вдень значна частина оборони Шерії також була захоплена британськими силами після обходу Харейри. Лише Тель-еш-Шерія заблокував наступ британців, і Алленбі наказав наступного дня продовжити атаки на Тель-еш-Шерія та відновити атаку на Газу.
Вранці 7 листопада сили Єгипетського експедиційного корпусу увійшли в Газу, не зустрічаючи опору, і виявили, що місто покинуте. Британське командування вжило заходів щодо закріплення та зайнятих рубежах. Згодом 54-та (Східно-Англійська) дивізія зайняла лінію, що тягнеться від Яффської дороги на північ від Шейх-Редвана до Середземного моря.
Коли 7 листопада став очевидним відхід Османської імперії, Королівський летючий корпус, який в основному займався стратегічною розвідкою для 40-го (армійського) крила, коректуванням артилерії та тактичною фотозйомкою для 5-го (корпусного) крила, почав бомбардування та обстріли з кулеметів. Протягом семи днів вони також здійснювали численні повітряні атаки на османську інфраструктуру, включаючи аеродроми, транспорт, артилерію та колони, що відступали.
До вечора 8 листопада всі позиції Османської імперії на лінії Газа — Беер-Шева були захоплені, а 8-ма армія повністю відступила. У поєднанні із захопленням центру лінії оборони в Шерії окупація Гази дозволила швидко просуватися на північ, перешкоджаючи міцній консолідації ар'єргарду османської армії у ваді Хесі. Проте османський XXII корпус, який не зазнав поразки під Газою, здійснив вмілий тактичний відступ з міста, продемонструвавши як оперативну, так і тактичну мобільність.